# Museum van het Yucateekse Lied
Het Museum van het Yucateekse Lied (Spaans: Museo de la Canción Yucateca) is een museum gevestigd in Mérida (Yucatán), Mexico. Het werd in 1978 door Rosaria Cáceres Baqueiro opgericht om het Yucateekse lied als muzikaal genre te behouden en te promoten.
Het museum geeft een chronologisch en thematisch overzicht van de geschiedenis en de belangrijkste vertegenwoordigers van het Yucateekse lied. Het heeft een conferentiezaal en een openluchtpodium waar voorstellingen en concerten worden gegeven.
Er is een zaal gewijd aan de lokale muziekgeschiedenis, zowel van vóór de komst van de Spanjaarden als tijdens de koloniale periode. Er is informatie te vinden over jarana (een Yucateekse dans) en over de traditionele muziekinstrumenten, waaronder de tunkul, ocarina, caracol (schelp), carapacho de tortuga (schildpadschild), tamborcillos, zacatán, en cascabeles mayas (belletjes uit de Mayacultuur).
In de tweede helft van de negentiende eeuw werd de basis gelegd voor wat later het Yucateekse lied zou worden. Chan Cil wordt beschouwd als de grondlegger van het genre. In de eerste helft van de twintigste eeuw waren Guty Cárdenas, Chalín Cámara en Pepe Domínguez invloedrijke figuren. Vanaf de tweede helft van de twintigste eeuw tot nu behoren Luis Espinosa Alcalá en Enrique Navarro tot de bekende namen. In het museum is informatie over deze en vele andere muzikanten te vinden, evenals originele opnames van Yucateekse liederen.